# أبو يعلى الخليلي
أبو يعلى خليل بن عبد الله بن أحمد بن إبراهيم ابن الخليل القزويني الخليلي توفي عام 446 هـ أحد علماء الحديث والجرح والتعديل عند أهل السنة والجماعة. كان قاضياً، وكان ثقة حافظا عارفا بالعلل والرجال، عالي الإسناد. توفي بقزوين وكان عمره ثمانون سنة.

## شيوخه وتلاميذه
سمع من علي بن أحمد بن صالح القزويني المقرئ، ومحمد بن إسحاق الكيساني، ومحمد بن سليمان بن يزيد الفامي، والقاسم بن علقمة، وجده محمد بن علي بن عمر، وعلي بن عمر القصار، وأبي حفص عمر بن إبراهيم الكتاني، ومحمد بن الحسن بن الفتح الصفار، ومحمد بن أحمد بن ميمون الكاتب، وأبي الحسين أحمد بن محمد النيسابوري الخفاف، وأبي بكر محمد بن أحمد بن عبدوس المزكي، وأبي عبد الله الحاكم، وسأل الحاكم عن أشياء من العلل، وروى [ص:682] بالإجازة عن أبي بكر ابن المقرئ الأصبهاني، وعن أبي حفص بن شاهين.
وروى عنه أبو بكر بن لال مع تقدمه وهو من شيوخه، وولده أبو زيد واقد بن الخليل، وإسماعيل بن عبد الجبار بن ماكي.

## مؤلفاته
أشهر مصنفاته هو كتابه في علم الجرح والتعديل والمسمى كتاب (الإرشاد في معرفة المحدثين). وهو كتاب كبير ذكر فيه المحدّثين وغيرهم من العلماء على ترتيب البلاد إلى زمانه.